# Дюваль, Сэмюэл
Сэмюэл Хардинг Дювалль (англ. Samuel Harding Duvall; 11 марта 1836, Либерти, Индиана — 26 сентября 1908, Либерти, Индиана) — американский стрелок из лука, серебряный призёр летних Олимпийских игр 1904 года. 
Дювалль родился раньше всех из призёров Олимпийских игр, он был на 27 лет старше даже основателя олимпийского движения барона Пьера де Кубертена. Кроме того, Сэмюэл является самым возрастным американцем, выступавшим на Олимпийских играх и выигрывавшим олимпийскую медаль.
На Играх 1904 года в Сент-Луисе Дьювалл участвовал в двух мужских дисциплинах. Он занял второе место в командном соревновании и выиграл серебряную медаль. Надо отметить, что в данной дисциплине выступали 4 команды, составленные только из представителей США. Также он стал 14-м в двойном американском круге.